# 古德霍普 (密蘇里州)
古德霍普（英語：Goodhope）是位於美國密蘇里州道格拉斯縣的非建制地區。

## 歷史
古德霍普的郵局於1892年設立，其後於1924年停運。

## 地理
古德霍普所處的海拔為高於海平面388米（即1273英呎），而該地所採用的時區為UTC-6，即北美中部時區（CST）。同時該地設有夏令時間，為UTC-6調快一小時，即UTC-5（CDT）。